# Can Jan Magre
Can Jan Magre és una obra de Santa Pau (Garrotxa) inclosa a l'Inventari del Patrimoni Arquitectònic de Catalunya.

## Descripció
És una casa de planta rectangular, planta baixa pel bestiar i dos pisos. Va ser bastida amb carreus ben escairats als angles i obertures; els murs es feren de pedra volcànica i carreus petits. Té teulat a dues aigües. La porta principal conserva la llinda amb la següent inscripció: "16 + 28" i "BARTOMEU FABREGA A". Annex a la casa hi ha una bonica pallissa amb arcada.

## Història
El veïnat de Can Font està situat al costat del poble de Santa Pau i del veïnat de Pujolars. La seva empenta constructiva es va realitzar en el transcurs del segle xvii. Recordarem: Can Pardàs (1633), Can Jan Magre (1628), Can Font (1624), Can Descolls (1585-1633). Són gran masos construïts amb carreus ben tallats i amb inscripcions i elements decoratius a les llindes de les portes i finestres.